# Энрике, Карлос
Карлос Альберто Энрике (род. 12 декабря 1963 года в Адроге) — аргентинский футболист, полузащитник, выиграл Кубок Америки 1991 года со сборной Аргентины. На клубном уровне в 1984 году он выиграл Кубок Либертадорес и Межконтинентальный кубок с «Индепендьенте».

## Биография
Энрике начал свою игровую карьеру в «Индепендьенте» в 1982 году, его первым крупным успехом стала победа в Метрополитано 1983 года.
В 1984 году Энрике вместе с «Индепендьенте» выиграл Кубок Либертадорес, а затем Межконтинентальный кубок (его команда обыграла «Ливерпуль» с минимальным счётом).
В 1988 году Энрике присоединился к «Ривер Плейт» и помог команде завоевать титул чемпиона в сезоне 1989/90.
В 1991 году Энрике был вызван в сборную Аргентины на Кубок Америки 1991 года, который команда выиграла, позже в том же году он получил еще один титул чемпиона с «Ривер Плейт».
Карлос Энрике играл вместе со своим братом Эктором в «Ривере» (1988—1990) и «Ланусе» (1992—1993).
Энрике также играл в Перу за «Альянса Лима».
После окончания карьеры игрока Энрике стал футбольным тренером. Он занимал должности помощника тренера в таких командах, как «Нуэва Чикаго», «Альмагро» и «Чакарита Хуниорс» в Аргентине и «Аурора» в Боливии. Он также помогал Диего Марадоне в клубе «Аль-Васл».